# Caecilii
Légende :
♦Patricien, ♦Plébéien, ♦Consulaire, ♦Sénatorial, ♦Équestre
Gens et Liste des gentes romaines
Les Caecilii sont les membres d'une ancienne famille plébéienne romaine, la gens Caecilia.
Le nomen Caecilius a été mis en rapport avec le mot caecus « aveugle », mutilation qualifiante caractéristique des héros issus du dieu romain Vulcain, Feux divins protecteurs.

## Origines etcognomina
Cette famille prétend descendre du héros Caeculus, fondateur de Préneste, ou encore de Caecas, compagnon d'Énée. Depuis Caton (Orig. 2,29), le nom de Caeculus est interprété par le fait qu'il avait de petits yeux, le diminutif exprimant apparemment une forme atténuée de cécité. La gens Caecilia garde le souvenir de ce lien entre le fils de Vulcain et la perte de la vision, comme il ressort de l'exploit attribué à L. Caecilius Metellus, grand pontife en 241. Caecilius Metellus se précipite dans le temple de Vesta en flammes et sauve les objets sacrés dont le Palladion, y perdant la vue.
La gens Caecilia joue un rôle particulièrement important durant la seconde moitié du IIe siècle av. J.-C. Très riche et puissante, elle est au cœur d'un réseau de relations qui lui assure une prééminence politique indiscutable. À ce titre, elle bénéficie de l'élévation militaire et compte des consuls parmi ses ancêtres. Possédant un grand nombre de clients, elle influe beaucoup sur les décisions politiques de la République romaine par l'intermédiaire de ses nombreux membres qui sont des magistrats de haut rang.
Les cognomina de cette famille sont Basus, Denter, Metellus, Niger, Pina et Rupus. La branche des Caecilii Metelli constitue la branche la plus importante de la famille.

## Membres sous la République

### Branches diverses
- Quintus Caecilius, tribun de la plèbe en 439 av. J.-C.
- Caius Caecilius, tribun militaire en 260 av. J.-C.

### Branche desCaecilii Metelii
- Caius Caecilius, (v.-350 - ?);
  - Lucius Caecilius Metellus Denter, (v.-325 - -283), consul en 284 av. J.-C.[a 1]
    - Lucius Caecilius Metellus, (v.-295 - -221), consul en 251 et 247 et dictateur en 224 av. J.-C.;
      - Lucius Caecilius Metellus, (v.-255 - ap.-213), questeur en 214 av. J.-C., tribun de la plèbe en -213;
      - Quintus Caecilius Metellus, (v.-250 - ap.-179), consul en 206 et dictateur en 205 av. J.-C.;
        - Quintus Caecilius Metellus, (v.-210 - ?);
          - Quintus Caecilius Metellus Macedonicus, (v.-190 - -115), consul en 143 et censeur en 131 av. J.-C.;
            - Quintus Caecilius Metellus Baliaricus, (v.-165 - ap.-120), consul en 123 et censeur en 120 av. J.-C.;
              - Quintus Caecilius Metellus Nepos, (v.-140 - ap.-98), consul en 98 av. J.-C.
                - Quintus Caecilius Metellus Celer, (v.-104 - -59), préteur en 63, consul en 60 av. J.-C., fils adoptif du cousin de son père;
                  - ? Caecilia Metella, (v.-70 - ap.-45), épouse de Publius Cornelius Lentulus Spinther puis de Marcus Clodius Aesopus[a 2];

                - Quintus Caecilius Metellus Nepos, (v.-100 - -54), tribun de la plèbe en 63, consul en 57 et proconsul en Hispanie en 56 av. J.-C.

              - Caecilia Metella, (v.-125 - ?), épouse de Appius Claudius Pulcher;

            - Lucius Caecilius Metellus Diadematus, (v.-160 - ap.-99), consul en 117 et censeur en 115 av. J.-C.;
              - Quintus Caecilius Metellus Celer, (v.-125 - ap.-88), tribun de la plèbe en -90;

            - Marcus Caecilius Metellus, (v.-158 - ap.-111), consul en 115 av. J.-C.;
            - Caius Caecilius Metellus Caprarius, (v.-155 - ap.-99), consul en 113 et censeur en 102 av. J.-C.;
              - Caius Caecilius Metellus, (v.-120 - ap.-82), sénateur;
              - Quintus Caecilius Metellus Creticus, (v.-115 - -54), consul en 69
                - Caecilia Metella, (v.-90 - ?), épouse de Marcus Licinius Crassus;
                - ? Marcus Caecilius Metellus, (v.-88 - ap.-60), questeur en -60;
                  - Quintus Caecilius Metellus, (v.-65 - ap.-31), préteur urbain, proconsul de Sardaigne;
                    - Quintus Caecilius Metellus Creticus Silanus, (v.-30 - ap.16), consul en 7, proconsul de Syrie, fils adoptif du précédent;
                      - (Caecilia) Iunia Silana, (v.5 - 17/20), fiancée à Nero Iulius Caesar;
                      - (Quintus Caecilius Metellus Cr)eticus Iunius Sila(nus);

              - Lucius Caecilius Metellus Caprarius, (v.-112 - -68), consul en 68 av. J.-C.;
                - Lucius Caecilius Metellus, (v.-80 - ap.-49), tribun de la plèbe en 49 av. J.-C.

              - Marcus Caecilius Metellus, (v.-110 - -60), préteur en -69;
                - ? Marcus Caecilius Metellus, (v.-85 - ap.-60);

            - Caecilia Metella, (v.-150 - ?), épouse de Caius Servilius Vatia;
            - Caecilia Metella, (v.-148 - ?), épouse de Publius Cornelius Scipio Nasica;

          - Lucius Caecilius Metellus Calvus, (v.-185 - ap.-136), consul en 142 av. J.-C.
            - Lucius Caecilius Metellus Delmaticus, (v.-160 - -104/3), consul en 119 av. J.-C.;
              - Caecilia Metella, (v.-130 - -81), épouse de Marcus Aemilius Scaurus puis de Sylla;

            - Quintus Caecilius Metellus Numidicus, (v.-152 - ap.-102), consul en 109 puis proconsul en Numidie de 108 à 107 av. J.-C.;
              - Quintus Caecilius Metellus Pius, (v.-125 - -63), consul en 80 av. J.-C.;
                - Quintus Caecilius Metellus Pius Scipio Nasica, (-95 - -46), tribun de la plèbe en 59, consul en 52 et gouverneur de la Syrie en 49 av. J.-C., fils adoptif du précédent;

            - Caecilia Metella, (v.-150 - ?), épouse de Lucius Licinius Lucullus et mère de Lucius Licinius Lucullus et de Marcus Terentius Varro Lucullus

      - Marcus Caecilius Metellus, (v.-245 - ap.-196), édile plébéiens en -208, préteur urbain et péregrin en -206;
        - ? Lucius Caecilius Denter, (v.-220 - ap.-182), préteur en Sicile en -182;
        - ? Marcus Caecilius Denter, (v.-210 - ap.-173), ambassadeur;

### Caecilii Cornuti
- Marcus Caecilius Cornutus, (v.-130 - ap.-88), préteur;
  - Caius Caecilius Cornutus, (v.-100 - ap.-56), tribun de la plèbe en -61, préteur en -57;
    - ? Marcus Caecilius Cornutus, (v.-80 - -43), préteur urbain en -43;
      - Marcus Caecilius Cornutus, (v.-55 - ap.-20), Frères Arvales;
        - Marcus Caecilius Cornutus, (v.-20 - 24), Frères Arvales;

## Sous le Principat

### Caecilii Marcelli
Les Caecilii Marcelli sont inscrits dans la Tribu Arnensis.
- Quintus Caecilius (Marcellus), (v.60 - ?);
  - Quintus Caecilius Marcellus, (v.85 - ap.v.118), tribun de la plèbe, préteur, proconsul de Sicile;
    - Quintus Caecilius Marcellus Dentilianus, (v.110 - ap.v.150), consul suffect v.150;
      - Quintus Caecilius Dentilianus, (v.135 - ap.167), consul suffect en 167;

### Caecilii Crescens
Les Caecilii Crescens sont inscrits dans la Tribu Quirina.
- Quintus Caecilius (Crescens), (v.100 - ?);
  - Sextus Caecilius Crescens Volusianus, (v.125 - ap.161/9), avocat du fisc, procurateur du vingtième, ab epistulis en 161/9, patron de Thuburbo Minus;
    - Sextus Caecilius Volusianus, (v.155 - ?), consul suffect vers 195;
      - Sextus Caecilius Aemilianus, (v.180 - v.215), tribun de la plèbe, préteur, exécuter par Caracalla;
      - (Caecilia), (v.190 - ?), épouse de Gnaeus Petronius Probatus Junior Justus;
        - ? (Caecilia) Petroni(ana) Aemiliana, (v.210 - ?), petite-fille de Volusianus;

  - ? Sextus Caecilius Africanus, juriste sous Antonin le Pieux

### Autres
- Aulus Caecilius Faustinus, consul suffect en 99.
- Quintus Caecilius Speratianus, consul suffect en 203[b 1].

## Pour approfondir